# Пам'ятки архітектури Володимира
Станом на 1 січня 2009 року у Володимирі нараховувалось 23 пам'яток архітектури, 3 яких 8 — національного значення.
| № п/п                  | Найменування пам'ятки (матеріал)                           | Адреса                     | Світлина | Дата спорудження (автор) | Охор. № та № у комплексі | Дата і № рішення                                                                              |
| Національного значення |                                                            |                            |          |                          |                          |                                                                                               |
|                        | Комплекс Успенського собору                                | вул. Соборна               |          | 12-17 ст.ст.             | 84                       |                                                                                               |
| 1                      | Свято-Успенський собор (Мстиславів храм)(мур.)             | вул. Соборна, 25           |          | 1156 р.                  | 84/1                     | Постанова Ради Міністрів УРСР від 24.08.63 № 970                                              |
| 2                      | Будинок з дзвіницею (мур.)                                 | вул. Соборна, 27           |          | 1494 р.                  | 84/2                     | -//-                                                                                          |
| 3                      | Мури з брамами (мур.)                                      | вул. Соборна               |          | 17 ст.                   | 84/3                     | -//-                                                                                          |
| 4                      | Василівська церква (мур.)                                  | вул. Василівська, 15       |          | 14-15 ст.ст.             | 85                       | -//-                                                                                          |
| 5                      | Костел Іоакима і Анни (мур.)                               | вул. Ковельська, 1         |          | 1752 р.                  | 86                       | -//-                                                                                          |
| 6                      | Миколаївська церква (мур.)                                 | вул. Цинкаловського, 1     |          | 1780 р.                  | 1011                     | Постанова Ради Міністрів УРСР від 06.09.79 № 442                                              |
| 7                      | Собор Різдва Христового (костел послання Апостолів) (мур.) | вул. Миколаївська, 12      |          | 1766 р.                  | 1012                     | -//-                                                                                          |
| 8                      | Земляні вали замку                                         | вул. Підзамче              |          | 13-14 ст.ст.             | 1013                     | -//-                                                                                          |
| Місцевого значення     |                                                            |                            |          |                          |                          |                                                                                               |
| 9                      | Адміністративна споруда (мур.)                             | вул. Січових стрільців, 15 |          | 1900 р.                  | 20-Вл                    | Рішення виконкому обласної ради від 14.06.82 № 252                                            |
| 10                     | Житловий будинок (мур.)                                    | вул. І.Франка, 7           |          | 1912 р.                  | 21-Вл                    | -//-                                                                                          |
| 11                     | Кінотеатр ім. Шевченка (мур.)                              | вул. Князя Василька, 4     |          | 1960 р.                  | 28-Вл                    | -//-                                                                                          |
| 12                     | Адміністративна споруда (мур.)                             | вул. Устилузька, 19        |          | 1890 р.                  | 29-Вл                    | Рішення виконкому обласної ради від 14.06.82 № 252                                            |
| 13                     | Гімназія ім. В. Мономаха (мур.)                            | вул. Устилузька, 42        |          | 1918 р.                  | 30-Вл                    | -//-                                                                                          |
| 14                     | Адміністративна споруда (мур.)                             | вул. Соборна, 4            |          | 1890 р.                  | 33-Вл                    | -//-                                                                                          |
| 15                     | Житловий будинок (дер.)                                    | вул. Цинкаловського, 15    |          | 1889 р.                  | 22-Вл                    | Рішення виконкому обласної ради від 22.07.85 № 228                                            |
| 16                     | Житловий будинок (мур.)                                    | вул. Ковельська, 29        |          | поч. 20 ст.              | 23-Вл                    | -//-                                                                                          |
| 17                     | Кірха (мур.)                                               | вул. Ковельська, 45        |          | 19 ст.                   | 24-Вл                    | -//-                                                                                          |
| 18                     | Житловий будинок (мур.)                                    | вул. Ковельська, 47        |          | 1939 р.                  | 25-Вл                    | -//-                                                                                          |
| 19                     | Георгіївська церква (мур.)                                 | вул. Ковельська, 186       |          | 1900 р.                  | 26-Вл                    | -//-                                                                                          |
| 20                     | Келії Христорождественського монастиря(мур.)               | вул. Миколаївська, 18      |          | 18 ст.                   | 27-Вл                    | -//-                                                                                          |
| 21                     | Домініканський монастир (мур.)                             | вул. Д.Галицького,4        |          | 1789 р.                  | 31-Вл                    | -//-                                                                                          |
| 22                     | Культова споруда (каплиця) (мур)                           | вул. Соборна, 1            |          | 1888 р.                  | 32-Вл                    | -//-                                                                                          |
| 23                     | Стара катедра (мур.)                                       | с. Федорівка               |          | 10 ст.                   | 261-м                    | Рішення виконкому обласної ради від 03.04.92 № 76                                             |
| 24                     | Бібліотека                                                 | вул. Коперніка, 3          |          | 1901                     | № НВ-18                  | Розпорядженням голови Волинської обласної державної адміністрації № 553 від 24 грудня 2002 р. |
| 25                     | Ринок                                                      | вул. Данила Галицького, 3  |          |                          | № НВ-12                  |                                                                                               |

## Джерело
- [Архівовано 9 листопада 2016 у Wayback Machine.] Пам'ятки Волинської області